# Walter Koschmal
Walter Koschmal (* 4. Oktober 1952 in Plattling, Niederbayern) ist ein deutscher Slawist.

## Leben
Koschmal besuchte die Oberrealschule Deggendorf und das Rupprecht-Gymnasium in  München. Nach dem Abitur studierte er ab 1972 an der Universität München Slavische Philologie, Deutsche Philologie und Geschichte. Dem Staatsexamen folgte der Magister artium. Unterstützt von der
der Studienstiftung des Deutschen Volkes schrieb er ab 1979 seine Doktorarbeit, unter anderem in der Sowjetunion. 1982 wurde er zum Dr. phil. promoviert.
Von 1981 bis 1983 war er wissenschaftlicher Assistent für Slavische Philologie an der Universität Bamberg. Danach war er von April 1983 bis 1984 Akademischer Rat an der Universität München. Dort habilitierte er sich 1988 für Slavische Philologie (Sprach-, Literatur- und Kulturwissenschaft). Im März 1990 folgte er dem Ruf an die Universität des Saarlandes auf eine C 3-Professur. Im Herbst 1994 wechselte er auf den Lehrstuhl an der Universität Regensburg. Rufe auf Lehrstühle in Kiel, Münster und Heidelberg lehnte er ab. Ab 1999 beteiligte er sich am Aufbau des Europaeum. Ost-West-Zentrum der Universität Regensburg, das er von 2000  bis 2017 leitete. Er war Gutachter für die Deutsche Forschungsgemeinschaft, den Berliner Senat, die Alexander von Humboldt-Stiftung, die Studienstiftung des Deutschen Volkes, die Hochschulrektorenkonferenz und andere Einrichtungen. Er bringt sich in Projekte des Forschungsverbundes Ost- und Südosteuropa ein.
Bücher publizierte er unter anderem über Hans Watzlik und Taras Schewtschenko, die deutsch-tschechischen Beziehungen, die Sorben und Europa. 

## Ehrenämter
- Gutachter und Mitglied von Auswahlausschüssen der Studienstiftung des Deutschen Volkes (1983–2013)
- Dekan der Philosophischen Fakultät IV Sprach- und Literaturwissenschaften (1998/99)
- Prorektor der Universität Regensburg (1999–2001)
- Sprecher des Geisteswissenschaftlichen Ausschusses des Akkreditierungs-, Certifizierungs- und Qualitätssicherungs-Instituts (ACQUIN)
- Mitglied des Direktoriums des Bayerischen Hochschulzentrums für Mittel-, Ost- und Südosteuropa (BayHOST)[4]
- Beirat des Ungarn-Instituts (2007–2009)

## Herausgeber
- Balagan, Slavisches Drama, Theater und Kino (bis 2004)
- Zeitschrift für slavische Philologie
- POETICA – Zeitschrift für Sprach- und Literaturwissenschaft[5]